# لوران رو
لوران رو (فرانسوی: Laurent Roux‎؛ زادهٔ ۳ دسامبر ۱۹۷۲) دوچرخه‌سوار اهل فرانسه است.